# Каматука, Джослин
Джослин Каматука (англ. Joslin Kamatuka; род. 22 июля 1991, Виндхук) — намибийский футболист, нападающий клуба южноафриканского клуба «Марицбург Юнайтед» и национальной сборной Намибии. Участник Кубка африканских наций 2019.
Отыграл 4 сезона в ЮАР, провёл два сезона в клубе первого дивизиона «Кейп Умоя Юнайтед» и два сезона в высшей лиге в составе клуба «Барока».

## Карьера в сборной
Дебютировал за сборную Намибии в мае 2015 года, сыграв два матча против Маврикия и Зимбабве в рамках Кубка КОСАФА 2015, победителем которого стала Намибия. В 2019 году был включён в заявку сборной на Кубок африканских наций. В стартовом матче против Марокко (0:1) остался на скамейке запасных, но сыграл против ЮАР (0:1) и Кот-д’Ивуара (1:4). В последней встрече отметился голом, став автором единственного мяча Намибии на турнире.